# Instituto de Puericultura e Pediatria Martagão Gesteira
O Instituto de Puericultura e Pediatria Martagão Gesteira (IPPMG) é uma unidade de ensino, pesquisa e extensão que compõe o complexo médico-hospitalar da Universidade Federal do Rio de Janeiro (UFRJ) referência no país em pediatria.

## História
Inicialmente, com a denominação Instituto Nacional de Puericultura foi criado em 13 de janeiro de 1937 e, por proposta do professor Joaquim Martagão Gesteira, incorporado à então Universidade do Brasil. Está localizado na Cidade Universitária no Rio de Janeiro num complexo cuja arquitetura é de Jorge Machado Moreira e do paisagista Roberto Burle Marx.
Em 2011, inaugurou uma unidade de neurocirurgia para crianças, em Salvador. Em 2013, anunciou um mutirão de cirurgias para mais de mil crianças. No mesmo ano, a diminuição no repasse de verbas da Secretaria da Saúde do Estado da Bahia (Sesab), afetou atendimentos. Em 2015, através do Memorando de Entendimentos (MOU), iniciou uma parceria com a Organização das Nações Unidas (ONU).
Em 2016, com dívidas de 25 milhões de reais, o hospital suspendeu atendimentos. No mesmo ano o Estado anunciou aumento no repasse de verbas. Em 2017, crianças pediram, em vídeo, doação ao dono do Facebook. Em 2018, uma das unidades iniciou marcações através do aplicativo WhatsApp. Em 2019, a quarta corrida beneficente realizada em prol do hospital, contou com a participação de mais de duas mil pessoas, em Salvador, Bahia.